# اری کیمورا
اری کیمورا (انگلیسی: Eri Kimura؛ زادهٔ ۷ دسامبر ۱۹۷۳) شناگر اهل ژاپن است که در بازی‌های المپیک تابستانی ۱۹۹۲ شرکت کرده‌بود.